# Саная, Зураб Владимирович
Зура́б Влади́мирович Сана́я (род. 15 апреля 1968, Ставрополь, СССР) — советский и российский футболист, вратарь, тренер.

## Карьера

### Игровая
Воспитанник ставропольского спортинтерната. Карьеру начал в клубе второй лиги «Нарт» из Черкесска. В Высшей лиге чемпионата России сыграл 57 матчей в составе ставропольского «Динамо», «Балтики», «Факела». В 1995—1997 годах выступал за греческий «Панилиакос».

### Тренерская
Окончил Ставропольский пединститут. С 2005 года на тренерской работе.
С 2008 года был главным тренером «Балтики», которую привёл в том сезоне к 7 месту в Первом дивизионе.
29 мая 2009 года расторг контракт с клубом по обоюдному согласию после серии матчей из пяти поражений подряд.
С 23 ноября 2009 года — спортивный директор клуба «Жемчужина-Сочи».
1 августа 2010 года после отставки Олега Василенко был назначен на пост главного тренера команды, однако 27 сентября в клубе приняли решение вернуть на пост главного тренера Василенко.
12 декабря 2010 года в Москве окончил 240-часовое обучение в ВШТ на тренерских курсах и получил лицензию Pro.
С марта по октябрь 2016 года тренировал команду «Машук-КМВ».
С 2018 года — тренер в спортшколе подмосковного Одинцово.
В 2022 году — тренер вратарей в волгоградском «Роторе».
С 2023 года — главный тренер одинцовской команды, участвующей в первенстве Московской области среди мужских команд (в 2023 году — главный тренер команды СШ «Одинцово-2» в лиге «В» (команда СШ «Одинцово» в том году играла в лиге «Б»), с 2024 года — главный тренер команды СШ «Одинцово» в лиге «Б»).

## Личная жизнь
Дальний родственник советского вратаря Вальтера Саная. Сын Анзор также футболист.